# Ilam (stad)
För andra betydelser, se Ilam.
Ilam uttal (fil) (persiska: ايلام, kurdiska: ئیلام, Îlam) är en stad som ligger i västra Iran. Den är administrativ huvudort för provinsen Ilam och för delprovinsen (shahrestan) Ilam. Staden har cirka 200 000 invånare.
Namnet Ilam kommer från det historiska riket Elam som hade en stark påverkan på det persiska akemeniderriket.